# دهستان فال
دهستان فال نام دهستانی در بخش گله‌دار شهرستان مهر در جنوب استان فارس ایران است.
مرکز این دهستان روستای حاجی آباد است. دهستان فال ۶ روستا دارد و در سرشماری ۱۳۸۵ این دهستان ۵٬۸۶۹ نفر جمعیت (۱٬۱۲۰ خانوار) داشته‌است.